# Højrevigepligt
Højrevigepligt er en færdselsregel, der bestemmer, at trafikanten skal holde tilbage for al trafik fra højre side. Dette er hovedreglen, som gælder, medmindre andet følger af trafiksignaler, færdselstavler eller afmærkning. Trafikanten skal desuden sikre sig, at trafik fra venstre holder tilbage for trafikanten selv i vigepligtsituationer.
Færdselsloven skelner mellem to vigepligtsregler: Ubetinget vigepligt og højrevigepligt. Der er ikke noget i den danske færdselslov, der hedder betinget vigepligt, venstrevigepligt eller ubetinget højrevigepligt.
Bestemmelsen om højrevigepligt findes bl.a. i den danske færdselslov § 26, stk. 4.
Reglen finder anvendelse i de fleste lande med højrekørsel herunder de fleste europæiske lande. Det er dog forskelligt, hvor hyppigt den finder anvendelse i de enkelte lande. Eksempelvis i Danmark er de fleste vejkryds med blot moderat trafik udstyret med markering af ubetinget vigepligt, mens højrevigepligt i Frankrig benyttes selv på meget trafikerede veje, fx på ringvejen Boulevard Périphérique i Paris.
Alle de steder, hvor ubetinget vigepligt ikke er anvist med afmærkning eller lignende, der gælder altid højrevigepligt (dog lige med undtagelse af vognbaneskift og sammenfletning). Det er typisk være:
- I villakvarterer og lignende.
- På parkeringspladser.
- På strande, hvor kørsel og parkering er tilladt.

Desuden er der højrevigepligt i lyskryds, hvis lyset ikke virker, og der ikke er skiltet med ubetinget vigepligt.

## Historie
I 1927 fik Danmark sin første egentlige færdselslov. Den fastslog blandt andet bestemmelser om højrevigepligt. Der var højrevigepligt overalt. Selv bilister på
de større veje skulle holde tilbage for alle, der kom ud fra mindre sideveje på højre side. Det førte til mange ulykker, især da bilerne begyndte at blive flere og køre
stærkere på vejene. Dette var uholdbart i længden, og med ”Bekendtgørelse om Hovedfærdselsaarer” fra 1937 introduceredes begrebet ”hovedveje” defineret i henhold til færdselsloven. Denne hovedvejsordning fastlagde en række hovedfærdselsårer, hvor kørende fra sideveje skulle have ubetinget vigepligt for kørende på de veje, der var blevet udlagt som ”hovedveje”. Fra begyndelsen fulgte særlige hovedvejsskilte med, bl.a. den velkendte trekant på højkant med hvid bund og rød ramme. Samtidig gennemførte man den første hovedvejsnummerering i Danmark. Med færdselsloven af 1955 og den gældende færdselslov af 1976 med ændringer er sket en betydelig øget anvendelse af ubetinget vigepligt, og højrevigepligt er stort set blevet begrænset til villakvarterer, parkeringspladser, strande og lignede med lav hastighed.